# Nancy Coolen
Nance Anna Francina Coolen, ismertebb nevén Nance (Asten, Hollandia, 1973. szeptember 10. –) holland televíziós műsorvezető, a Twenty 4 Seven korábbi énekesnője.

## Életrajz
15 éves korában Nance-t Ruud van Rijen producer fedezte fel egy diszkóban, majd megalapították a Twenty 4 Seven formációt, melyben Nance mint énekesnő, és Tony Dawson-Harrison (Captain Hollywood) mint rapper léptek fel. Amikor Harrison elhagyta a csapatot, hogy saját együttesét megalapítsa helyére a szintén rapper Stay-C került. Ebben a formációban több slágert is magáénak tudhatnak.
1996-ban Nance elhagyta a csapatot, hogy szólókarrierjére koncentráljon, mely néhány mérsékelt sikerhez vezetett Hollandiában. Ugyanebben az időben több holland televíziós csatornán is tevékenykedett, és pár alkalommal a holland TMF zenecsatornán a Holland Top 40 műsor házigazdája volt. Később az RTL 5 csatornán vezette a "Liefde" című szerelmi kvízműsort. 1999-ben elindította a TROS Rappatongo játék show-műsort, melyet 200 epizód után töröltek.
Nance a Lingo játékshow házigazdájának szerepét is betöltötte 2005 végéig, amikor átigazolt az SBS 6 holland televíziós csatornához, ahol programrendezőként dolgozott. Jelenleg a Telegraaf VNDG hírportálnál dolgozik, mint szabadúszó.

## Magánélete
Nance 1995. május 4-től 2000 márciusáig volt házas William Ruttennel, majd elváltak. Második férje Pico van Sytzama akivel 15 év után házasodtak össze. Kisfiúk 2009-ben született.

## Mama Power
Nance évek óta a Kinderfonds MAMAS nagykövete, mely az Dél-Afrikai nőket, és gyermekeket támogatja.

## Diszkográfia

### Kislemezek a  Twenty 4 Sevennel
| Év                                  | Dal                      | Legjobb slágerlistás helyezések | Legjobb slágerlistás helyezések | Legjobb slágerlistás helyezések | Legjobb slágerlistás helyezések | Legjobb slágerlistás helyezések | Legjobb slágerlistás helyezések | Legjobb slágerlistás helyezések | Legjobb slágerlistás helyezések | Legjobb slágerlistás helyezések | Legjobb slágerlistás helyezések | Legjobb slágerlistás helyezések | Legjobb slágerlistás helyezések | Legjobb slágerlistás helyezések | Legjobb slágerlistás helyezések | Díjak                                    | Album              |
| Év                                  | Dal                      | AUS                             | AUT                             | FRA                             | BEL (Vl)                        | ITA                             | GER                             | NED                             | NOR                             | FIN                             | NZ                              | SUI                             | SWE                             | UK                              | EUR                             | Díjak                                    | Album              |
| ----------------------------------- | ------------------------ | ------------------------------- | ------------------------------- | ------------------------------- | ------------------------------- | ------------------------------- | ------------------------------- | ------------------------------- | ------------------------------- | ------------------------------- | ------------------------------- | ------------------------------- | ------------------------------- | ------------------------------- | ------------------------------- | ---------------------------------------- | ------------------ |
| 1989                                | "I Can't Stand It"       | —                               | 2                               | 39                              | 38                              | 2                               | 3                               | 17                              | —                               | —                               | 22                              | 2                               | 5                               | 7                               | 1                               | - GER: Arany - ITA: Arany - SPA: Arany   | Street Moves       |
| 1990                                | "Are You Dreaming?"      | —                               | 22                              | —                               | —                               | 8                               | 16                              | 18                              | —                               | 6                               | —                               | 4                               | —                               | 17                              | 8                               |                                          | Street Moves       |
| 1992                                | "It Could Have Been You" | —                               | —                               | —                               | —                               | —                               | —                               | —                               | —                               | —                               | —                               | —                               | —                               | —                               | —                               |                                          | N/A                |
| 1993                                | "Slave to the Music"     | 2                               | —                               | —                               | 23                              | —                               | 8                               | 6                               | 5                               | 7                               | —                               | 14                              | 4                               | —                               | 20                              | - AUS: Platina - GER: Arany - POL: Arany | Slave to the Music |
| 1993                                | "Is It Love"             | 20                              | 9                               | —                               | 11                              | —                               | 5                               | 6                               | —                               | —                               | —                               | 24                              | 7                               | —                               | 11                              | - GER: Arany                             | Slave to the Music |
| 1994                                | "Take Me Away"           | 52                              | 28                              | —                               | 24                              | —                               | 14                              | 11                              | —                               | 20                              | —                               | 41                              | 23                              | —                               | 25                              |                                          | Slave to the Music |
| 1994                                | "Leave Them Alone"       | 89                              | 23                              | —                               | 41                              | —                               | 36                              | 9                               | —                               | 17                              | —                               | —                               | 34                              | —                               | 39                              |                                          | Slave to the Music |
| 1994                                | "Oh Baby"                | —                               | —                               | —                               | 27                              | —                               | 33                              | 26                              | —                               | —                               | —                               | 37                              | —                               | —                               | —                               |                                          | I Wanna Show You   |
| 1995                                | "Keep On Tryin'"         | —                               | —                               | —                               | 32                              | —                               | —                               | 29                              | —                               | —                               | —                               | —                               | —                               | —                               | —                               |                                          | I Wanna Show You   |
| "—" nem volt slágerlistás helyezés. |                          |                                 |                                 |                                 |                                 |                                 |                                 |                                 |                                 |                                 |                                 |                                 |                                 |                                 |                                 |                                          |                    |

### Szólóénekesként
| "Love Is..."                        | 1995 | 11 | 13 | Csak kislemezen |
| "Big Brother is Watching You"       | 1996 | 14 | 10 | Csak kislemezen |
| "Kiss It"                           | 1996 | 19 | 36 | Csak kislemezen |
| "He's My Favourite DJ"              | 1997 | 38 | 36 | Csak kislemezen |
| "Miss You!"                         | 1998 | —  | —  | Csak kislemezen |
| "De Laatste En De Eerste"           | 1999 | 53 | —  | Csak kislemezen |
| "If U Wanna Dance"                  | 2003 | 43 | —  | Csak kislemezen |
| "Higher"                            | 2013 | —  | —  | Csak kislemezen |
| "—" nem volt slágerlistás helyezés. |      |    |    |                 |